# Сайяди
Саййид Мухаммад (чагат. سيد محمد‎, узб. Sayyid Muhammad) более известный как Сайяди (Саййади, Сайёди, Саййоди, чагат. صيادي‎, узб. Sayyodiy) — узбекский поэт XVII века.
Сайяди родился в селении Хайрабад неподалёку от Балха (совр. Афганистан), происходил из семьи охотников (сайяд) и сам занимался этим ремеслом, чему обязан своим прозвищем. До наших дней дошли лишь несколько стихотворений поэта и его эпическая поэма «Тахир и Зухра» (чагат. طاهر و زهره‎). Основой для поэмы-дастана стал сюжет, широко распространённый в устном народном творчестве. «Тахир и Зухра» состоит из более чем 50 поэтических фрагментов в виде газелей. На основе эпоса Сайяди узбекский драматург Сабир Абдулла в 1938 сочинил музыкальную драму «Тахир и Зухра», а позже в 1945 году вышел одноимённый фильм режиссёра Наби Ганиева.